# Loyalton
Loyalton est une municipalité américaine du comté de Sierra, en Californie. Au recensement de 2010, Loyalton comptait 769 habitants[réf. nécessaire].

## Démographie
| 1880 | 1910 | 1920 | 1930 | 1940 | 1950 |
| ---- | ---- | ---- | ---- | ---- | ---- |
| 84   | 983  | 442  | 837  | 925  | 911  |

| 1960 | 1970 | 1980  | 1990 | 2000 | 2010 |
| ---- | ---- | ----- | ---- | ---- | ---- |
| 936  | 945  | 1 030 | 931  | 862  | 769  |